# Русское посольство Биркина и Пивова в Кахетию (1587—1588)
Русское посольство Биркина и Пивова в Кахетию (1587—1588 годы) — дипломатическая и разведывательная миссия правительства Русского государства в Кахетию к царю Александру II. Организована по приказу русского государя Фёдора I в ответ на прибытие кахетинского посольства в Москву. Главные исполнители миссии — рязанский дворянин Родион Петрович Биркин, дьяк, опричник Петр Михайлович Пивов и подьячий Степан Полуханов; во время экспедиции в Кахетию посольство также посетило земли терских атаманов и некоторых, полузависимых от Русского государства, кабардинских и вайнахских владельцев; обратно в Москву послы доставили документ о принятии Александром II присяги Фёдору I (старорусск. крестоцеловальная запись).
Сведения о посольстве крайне скупы, вероятно, в период правления Фёдора I, это была вторая миссия в Кахетинское царство. Посольство возобновляло возникшие ещё при Иване IV контакты с Закавказьем и положило начало оживлённым дипломатическим сношениям правительств Фёдора I, затем Бориса Годунова, с Грузинскими государствами.

## Предыстория
В конце XVI века, в период Ирано-турецкой войны 1578—1590 годов за Закавказье (Сефевидский Иран, шахиншах Мохаммад I, затем Аббас I — Османская Турция, султан Мурад III) для Кахетинского царя Александра II сложилась сложная обстановка, в том числе из-за конфронтации с Казикумухским шамхальством (вероятно, в тот период разделённым на несколько владений).
23 сентября 1586 года в Москву из Кахетинского царства вернулся толмач Р. Данилов, посланный из Астрахани «проведывать дороги в Грузинскую землю» (см. Русское посольство Данилова в Кахетию 1586 года), с которым прибыли послы кахетинского царя Александра II — Иоаким, Кирилл и Хуршит (см. Кахетинское посольство Иоакима, Кирилла и Хуршита 1586—1587 годов). Посланники пробыли в столице около года и отправились обратно в Кахетию вместе с русскими послами — Р. П. Биркиным, П. М. Пивовым и С. Полухановым.

## Маршрут
Посольство выехало из Москвы в апреле 1587 года.
Вернулось посольство в 1588 году — в Астрахань в июле, в Москву 13 октября.

## Цели
Налаживая контакты с Русским государством через посольства, кахетинский царь Александр II добивался военной поддержки — в то время, в основном, против Казикумухского шамхальства. Русское правительство также стремилось подобными посольствами укрепить дипломатические отношения с Кахетией, однако, оно преследовало более обширные цели — усиление влияния на южных границах Русского государства, обеспечение торговых сношений через Астрахань и Каспийское море, а также противодействие укреплению Османской Турции с Крымским ханством на северокавказском пути и в Закавказье.